# Mezzojuso
Mezzojuso est une commune italienne de la province de Palerme dans la région Sicile.

## Économie
L'économie de la commune repose principalement sur les cultures traditionnelles comme le blé dur, sur le grain, les graines, l'huile extra vierge d'olive, des anciens et planter de nouveaux arbres, et l'élevage des ovins, bovins et caprins.

## Administration
| Période                                  | Période | Identité | Étiquette | Qualité |
| ---------------------------------------- | ------- | -------- | --------- | ------- |
|                                          |         |          |           |         |
| Les données manquantes sont à compléter. |         |          |           |         |

### Communes limitrophes
Campofelice di Fitalia, Cefalà Diana, Ciminna, Godrano, Marineo, Villafrati